# Circuito de vía

Esquema de un circuito de vía ocupado.

Un circuito de vía es un circuito eléctrico o electrónico que sirve para saber si hay trenes en un tramo de vía determinado. Se utiliza normalmente para actuar sobre las señales y evitar que un tren acceda al cantón si este es utilizado por otro tren.
El circuito se realiza creando una diferencia de potencial entre ambos carriles. Al entrar un tren en un circuito de vía, las ruedas metálicas cortocircuitan los carriles y este cortocircuito es detectado por un relé. Este relé informa al resto de los sistemas conectados a él de que el circuito de vía se encuentra ocupado. Cuando el tren sale del circuito de vía, las ruedas dejan de cortocircuitar los raíles y el circuito vuelve a considerarse como libre.
En el caso de los bloqueos, los circuitos de vía coinciden con los cantones e indican si los cantones están o no ocupados. También pueden situarse en una estación como parte de un enclavamiento en una estación.
La separación entre circuitos de vía se realiza cortando los raíles o colocando una pieza aislante para evitar que la corriente eléctrica pase de un circuito a otro. En vías electrificadas en corriente continua, para mantener la continuidad de la alimentación, el circuito de vía funciona con corriente alterna y la separación entre circuitos de vía se realiza mediante juntas inductivas, permitiendo el paso de la corriente continua pero no de la alterna.
En aquellos bloqueos y enclavamientos en los que no se dispone de circuitos de vía, la ocupación de los cantones se efectúa a través de contadores de ejes (que cuentan los ejes que entran y que salen en un cantón) o de la comprobación directa de la ocupación por parte del jefe de circulación. En ocasiones algunos vehículos ferroviarios pequeños (como vagonetas de trabajos) no tienen la capacidad de conducir la electricidad y cortocircuitar las vías, por lo que necesitan utilizar un bloqueo por ocupación.
En estas instalaciones se exige un nivel de seguridad muy alto, tanto en el diseño general como en los componentes, denominado nivel de seguridad ferroviario, dado que los fallos podrían ser de consecuencias catastróficas.